# Francisco Ramírez Briceño
Francisco Ramírez Briceño (n. Corona española, ca., 1570 – Mérida de Capitanía General de Yucatán, Virreinato de Nueva España, Imperio español, 7 de diciembre de 1619) era un militar español que fuera designado en el cargo de primer gobernador y capitán general de Yucatán desde 1617 hasta 1619, nombrado por el rey Felipe III de España. Murió repentinamente en el ejercicio de su cargo por enfermedad no consignada.

## Biografía
Francisco Ramírez Briceño participó por muchos años en las milicias de la corona española. Fue nombrado el 12 de julio de 1616 en Madrid, España, por merced real, gobernador de Yucatán. Un poco después, el 20 de agosto del mismo año también se le nombró capitán general, convirtiéndose en el primero que tuvo ese título otorgado por provisión real. No tomó posesión de sus cargos sino hasta noviembre de 1617.
Durante la gestión de Ramírez de Briceño en la península de Yucatán se puso especial énfasis en la organización de las fuerzas militares de la provincia, creándose regimientos, particularmente de caballería, en todas las villas y ciudades importantes.
En 1605, el rey Felipe III, con motivo del nacimiento de su primogénito, le había dado a la ciudad de Mérida, capital de la provincia, el título de "Muy noble y muy leal ciudad". Este título se confirmó por las gestiones del ayuntamiento de Mérida , el 13 de julio de 1618 durante la gubernatura de Ramírez de Briceño.
También en el año de 1618, auspiciados por la herencia que había dejado el capitán Martín de Palomar quien había muerto hacía poco, llegaron a Yucatán un grupo de franciscanos, encabezados por Tomás Domínguez, Francisco de Contreras, Melchor Maldonado y Pedro Menán, quienes un poco después de haber llegado decidieron emprender la cristianización de los itzaes, pueblo maya que aún vivía en el Petén sin estar sometidos a la corona española. Para ese propósito contaron con el apoyo del obispo de Yucatán pero el gobernador Briceño se mostró muy reticente hacia el proyecto con el argumento de que no se contaba con la autorización real. A pesar de este obstáculo y con recursos muy limitados emprendieron dos de los franciscanos designados, fray Juan de Orbita y fray Bartolomé de Fuensalida, la tarea que se habían propuesto los religiosos. Partieron de la ciudad de Tekax rumbo a Bacalar con la esperanza de alcanzar los reductos mayas en Tayasal, (Petén-Itzá actualmente isla de Flores en Guatemala) y entrevistarse con el halach uinik maya Canek.
Después de muchas penurias pasadas a lo largo del difícil camino, entre selvas inhóspitas, ríos caudalosos y extensos pantanos, llegaron los franciscanos a su destino contando con la venia del caudillo maya, que fue advertido previamente de la llegada de los franciscanos. No eran los primeros europeos en llegar al lugar desde que en 1525, Hernán Cortés, en su viaje a las Hibueras había tomado contacto con los itzaes de Tayasal. La finalidad catequizadora y de sometimiento del viaje, sin embargo, no se logró, ya que tras varios intentos de persuasión, los franciscanos fueron expulsados con alguna violencia y con riesgo de su integridad física por los itzaes. Orbita y Fuensalida debieron regresar a Mérida a su monasterio, a finales de 1619. No sería sino hasta finales del siglo XVII cuando, después de fracasar una y otra vez los intentos de someter ideológicamente a los itzaes, Martín de Urzúa fue autorizado a emprender la conquista militar de los enclaves mayas en el Petén por la vía militar, cosa que logró para el imperio en 1697.
Al poco tiempo del retorno de los dos religiosos, falleció el gobernador Briceño dejando inconcluso su periodo, de una enfermedad repentina que nunca se diagnosticó con claridad aunque algunos historiadores afirman que fue la tisis la responsable del deceso en diciembre de 1619.
A su muerte, en virtud de una cédula real, por primera vez en Yucatán fue sustituido provisionalmente el gobernador por los alcaldes ordinarios de las villas y ciudades que los tuvieran hasta en tanto el virrey de Nueva España nombrara al sucesor interino que debía encargarse de la gobernación de la provincia hasta que el monarca de España designara al gobernador definitivo.
De esta forma ocuparon el cargo de gobernador y teniente de gobernador interinos los alcaldes ordinarios de Mérida, Bernardo de Sosa Velázquez y Juan de Bote, hasta la llegada de titular en el puesto, el capitán Arias de Lozada y Taboada.